# Ariagona margaritae
Ariagona margaritae is een rechtvleugelig insect uit de familie sabelsprinkhanen (Tettigoniidae). De wetenschappelijke naam van deze soort is voor het eerst geldig gepubliceerd in 1892 door Krauss.
1. ↑  (en) Ariagona margaritae op de IUCN Red List of Threatened Species.